# Elephantomyia sophiarum
Elephantomyia sophiarum är en tvåvingeart som beskrevs av Ito 1948. Elephantomyia sophiarum ingår i släktet Elephantomyia och familjen småharkrankar. Inga underarter finns listade i Catalogue of Life.